# Saint-Germain-des-Vaux
Saint-Germain-des-Vaux település Franciaországban, Manche megyében. Lakosainak száma 323 fő (2018. január 1.). Saint-Germain-des-Vaux Auderville, Jobourg és Omonville-la-Petite községekkel határos.

## Népesség
A település népessége az elmúlt években az alábbi módon változott:
| Lakosok száma | 296  | 240  | 273  | 489  | 457  | 405  | 366  | 343  | 316  | 323  |
|               | 1968 | 1975 | 1982 | 1990 | 1999 | 2011 | 2013 | 2015 | 2017 | 2018 |